# Saint-Pierre-du-Mont, Nièvre
Saint-Pierre-du-Mont är en kommun i departementet Nièvre i regionen Bourgogne-Franche-Comté i de centrala delarna av Frankrike. Kommunen ligger i kantonen Varzy som tillhör arrondissementet Clamecy. År 2022 hade Saint-Pierre-du-Mont 163 invånare.

## Befolkningsutveckling
Antalet invånare i kommunen Saint-Pierre-du-Mont
| Referens: INSEE |